# Phoma radula
Phoma radula är en lavart som beskrevs av Berk. & Broome 1850. Phoma radula ingår i släktet Phoma, ordningen Pleosporales, klassen Dothideomycetes, divisionen sporsäcksvampar och riket svampar.   Inga underarter finns listade i Catalogue of Life.